# موراويلون (أنغلزي)
موراويلون (بالإنجليزية: Morawelon)‏ هي منطقة سكنية تقع في ويلز في أنغلزي.